# Альпинизм

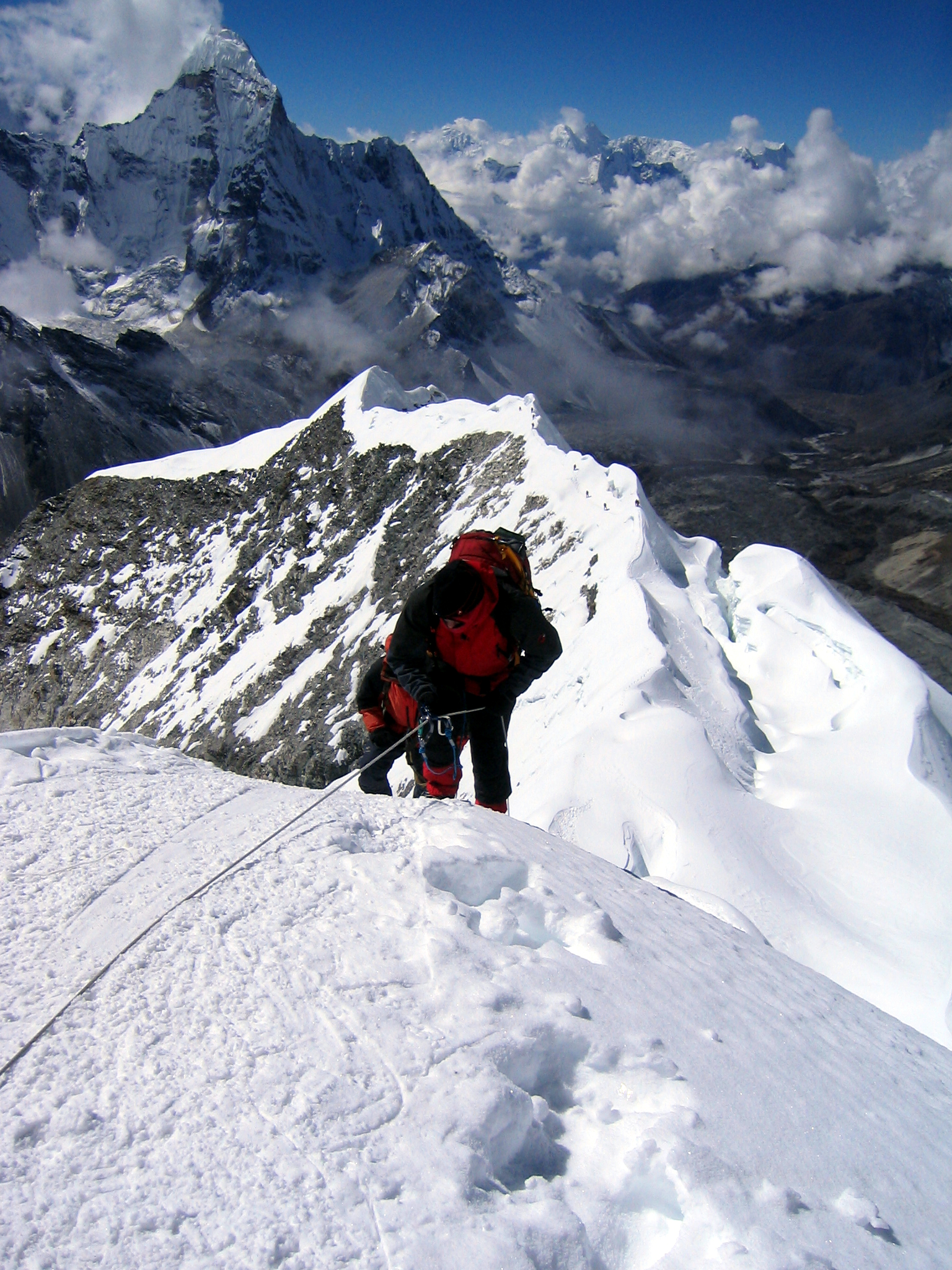
Альпинисты совершают последние шаги перед выходом на вершину Айленд-пик (6189 м), Гималаи

Альпини́зм — вид спорта и активного отдыха, целью которого является восхождение на вершины гор. Спортивная сущность альпинизма состоит в преодолении естественных препятствий, созданных природой (высоты, рельефа, погодных условий), на пути к вершине. В спортивных соревнованиях по альпинизму объектом состязания являются высота вершины, техническая сложность пройденного маршрута, его характер и протяжённость.
Включён в Репрезентативный список нематериального культурного наследия человечества.
Все приёмы техники движения основаны на принципе наименьшей затраты сил и наибольшей безопасности. Для обеспечения безопасности от альпиниста требуются не только обширные знания и технические навыки, но и ряд моральных качеств.

## Памятные исторические даты

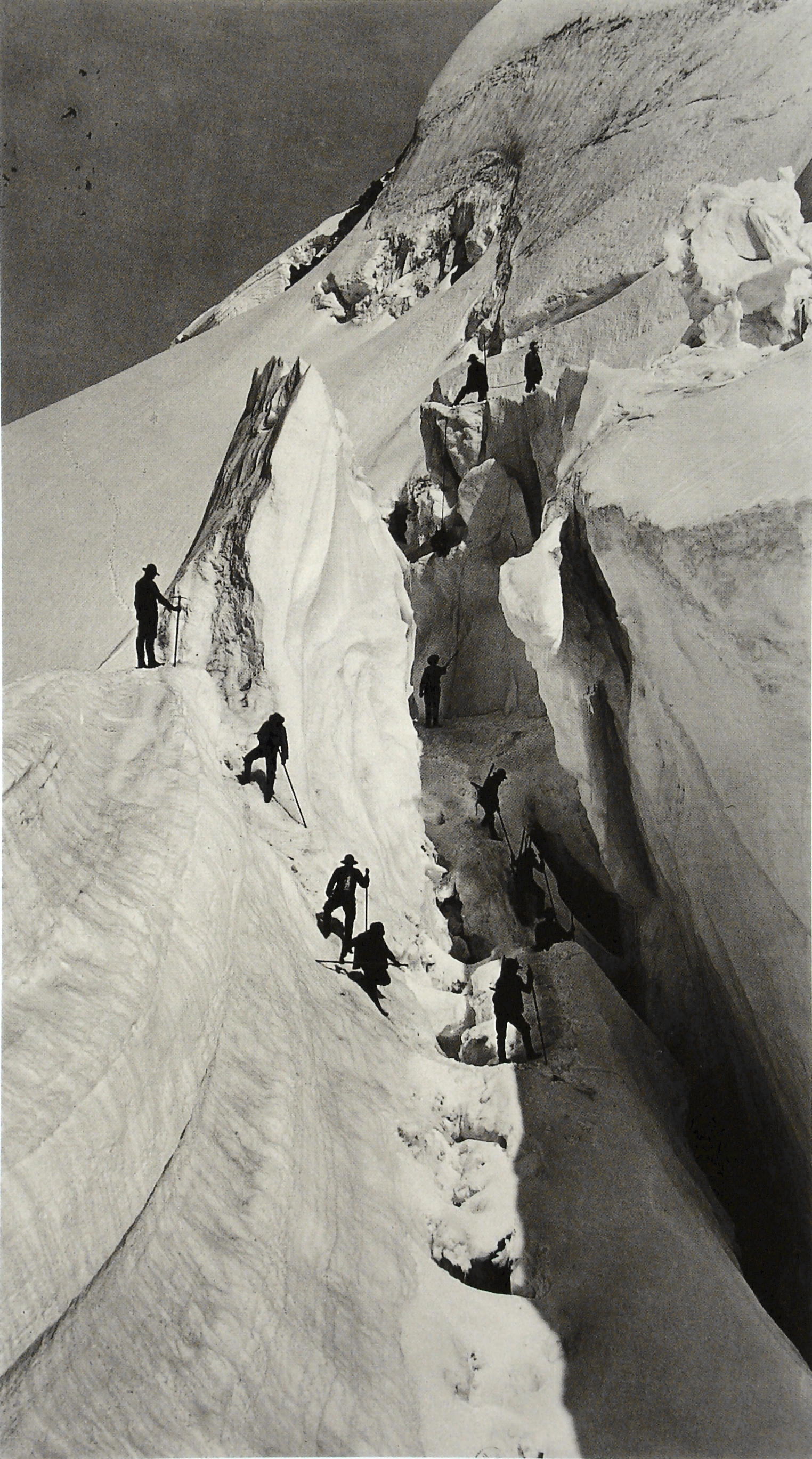
Восхождение на Монблан в 1862 году

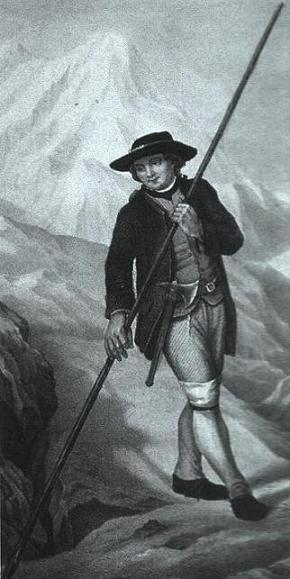
Первовосходитель на Монблан горный проводник Жак Бальма. С картины Вебера

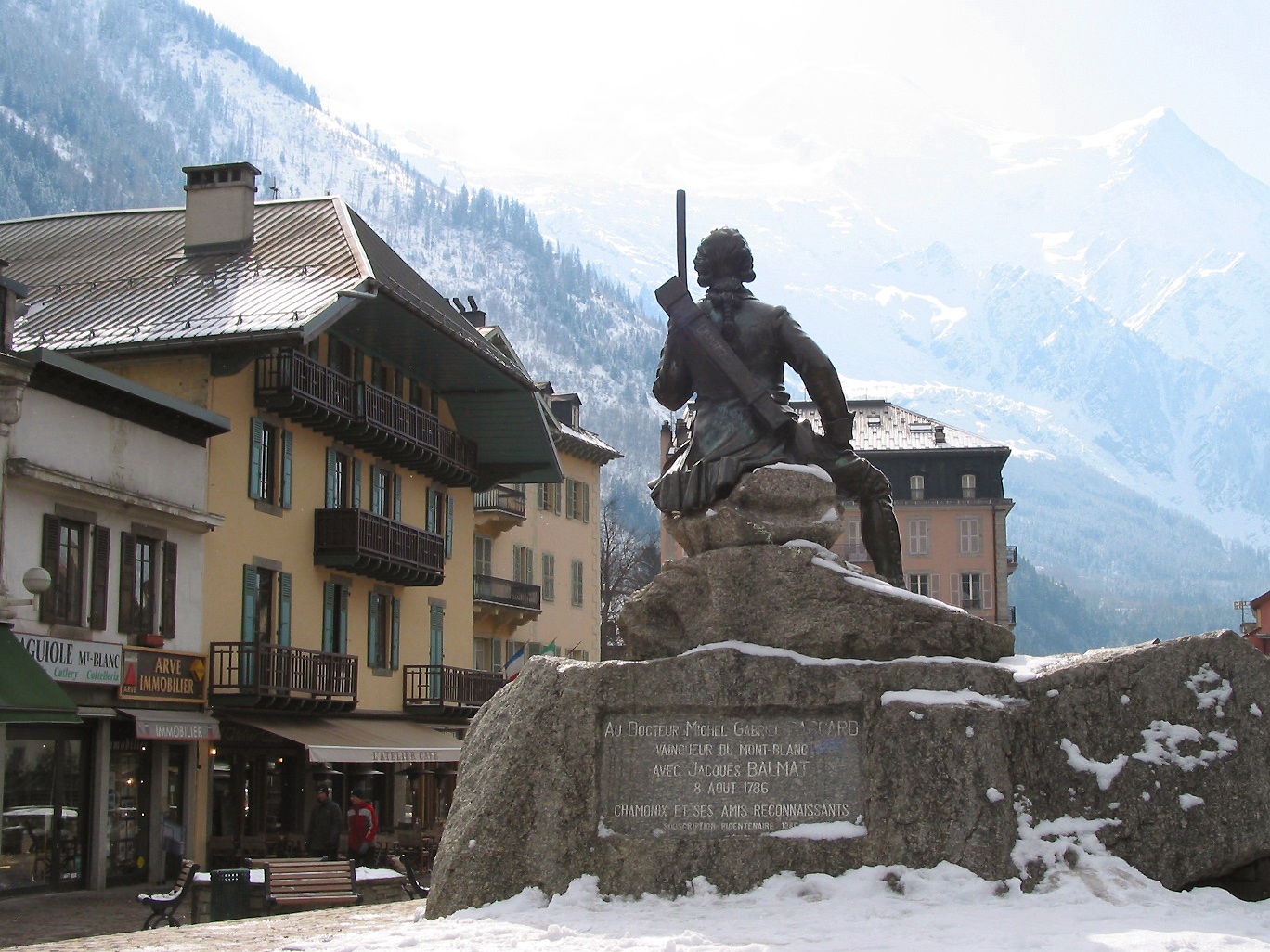
Памятник первовосходителям на Монблан в Шамони, Франция

В разных источниках по-разному определяется зарождение альпинизма как вида спорта.
Возникновение альпинизма чаще всего связывают с покорением 8 августа 1786 врачом Мишелем-Габриэлем Паккардом и горным проводником Жаком Бальма высшей точки Альп — Монблана. Памятник первовосходителям на Монблан находится в мировом центре альпинизма и горных лыж — Шамони.
- 1788 — Даниил Гаусс, русский морской офицер, с двумя своими товарищами поднялся на высшую точку Камчатки, вулкан Ключевская сопка (4835 м)[12].
- 1799—1804 Александр Гумбольдт достиг высоты 5800 метров при восхождении на вулкан Чимборасо в Южной Америке.
- 1800 — Первое восхождение на высшую вершину Австрии Гросглокнер, Альпы[13].
- 1809 — Первая женщина (Мария Паради[фр.]) взошла на Монблан[14].
- 1811 — Первое восхождение на вершину Юнгфрау в Бернских Альпах[15].
- 1829 — Первое восхождение на Восточную вершину Эльбруса участников Эльбрусской научной экспедиции Российской академии наук под руководством генерала Эммануэля. Вершину покорил местный проводник Килар, сопровождавший экспедицию[16].
- Первое восхождение на Б. Арарат русского естествоиспытателя и врача Иогана Фридриха Паррота, армянского писателя Хачатура Абовяна и их спутников[17].
- 1835 — Ряд восхождений в Андах, в том числе на Пичингу (4787 м) русского географа Платона Чихачёва[7][18].
- 1857 — Основание Альпийского клуба (Alpine Club) в Лондоне[7].
- 1862 — Основание Австрийского Альпийского союза (Österreichischen Alpenverein)[7]
- 1863 — Основание Швейцарского альпклуба (Schweizer Alpen-Club)[19].
- 1865 — Первое восхождение на одну из красивейших вершин Альп Маттерхорн (Эдвард Уимпер)[20].
- 1869 — Основание Немецкого Альпийского союза (Deutschen Alpenverein)[7][21].
- 1881 — Основание клуба «Эдельвейс» в Зальцбурге, Австрия[22].
- 1889 — Первое восхождение на Килиманджаро[23].
- 1900 — Основание Русского горного общества[24].
- 1907 — Первовосхождение на второй по высоте семитысячник Трисул 7120 м в Гималаях англо-французской экспедицией[11].
- 1913 — Первое восхождение на высочайшую вершину Американского континента Мак-Кинли, Аляска[25].
- 1923 — Восхождение на Казбек большой группой студентов Тифлисского университета под руководством Г. Н. Николадзе. Считается датой рождения советского альпинизма[10][18].
- 1924 — Достижение участниками британской экспедиции высоты 8530 м в рамках попытки восхождения на Джомолунгму. Лидер экспедиции Джордж Мэллори и его напарник Эндрю Ирвин пропали без вести во время финального штурма вершины. Несмотря на то, что тело Мэллори было найдено в 1999 году, точных данных об их достижении нет[11][26].
- 1927 — В рамках советско-немецкой экспедиции на Памире был пройден пик Ленина (7104 м) (Карл Вин, Ойген Алльвайн[нем.], Эрвин Шнайдер[нем.])[10].
- 1932 — Основание UIAA — Union Internationale des Associations d’Alpinisme. Первая немецкая экспедиция на Нанга-Парбат[7].
- 1933 — Первое восхождение на высшую точку Советского Союза — пик Сталина (7495 м) Евгением Абалаковым[10].
- 1938 — Восхождение по северной стене Эйгера, Альпы[27].
- 1950 — Восхождение на первый восьмитысячник — Аннапурна (участниками французской экспедиции Морисом Эрцогом и Луи Лашеналем)[11].
- 1953 — Первовосхождение на высочайшую вершину планеты Джомолунгмы Эдмундом Хиллари и Норгеем Тенцингом. В этом же году взошел на Нанга-Парбат немецкий альпинист Герман Буль[11].
- 1954 — Первовосхождение на вторую по высоте вершину мира K2 итальянскими альпинистами Лино Лачеделли и Акиле Компаньони[11].
- 1959 — Первое восхождение на сложнейшую вершину Серро-Торре в Патагонии[28].
- 1964 — Пройден маршрут на Шишабангму — последний из 14 восьмитысячников[11].
- 1970 — Первое восхождение по Рупальской стене Нанга-Парбат братьями Райнхольдом и Гюнтером Месснерами. Гюнтер Месснер пропал без вести во время спуска в сторону долины Диамира[29].
- 1978 — Первое восхождение на Джомолунгму без кислородных приборов Питера Хабелера[англ.] и Райнхольда Месснера[29].
- 1982 — Первое восхождение советских альпинистов на Джомолунгму по сложнейшему маршруту[30].
- 1985 — Ричард Басс стал первым альпинистом, взошедшим на семь высочайших вершин семи частей света[31].
- 1986 — Райнхольд Месснер стал первым альпинистом, взошедшим на все 14 высочайших вершин[32].
- 1987 — Поляк Ежи Кукучка стал вторым, кто взошел на все 14 восьмитысячников[32].
- 2001 — Российская команда взошла на последнюю непройденную отдельно расположенную вершину высотой свыше 8000 м Лходзе Средняя (8414 м)[33].
- 2009 — Первый альпинист из СНГ Денис Урубко (Казахстан) взошел на все 14 восьмитысячников планеты[34].
- 2019 — Нирмал «Ним» Пурджа взошел на все четырнадцать восьмитысячников за рекордное время: 6 месяцев и 6 дней.

## Развитие
В истории развития альпинизма можно условно выделить несколько этапов:
1. Восхождения на непройденные вершины простейшим путём.
2. Повышение сложности маршрутов на пройденные ранее вершины в Альпах и других горных системах.
3. Высотные восхождения на высочайшие вершины мира.
4. Прохождение сложнейших маршрутов в различных горных системах земного шара.

### Технически сложные восхождения в Альпах
Зародившись в Альпах, альпинизм именно здесь впервые стал развиваться как вид спорта. Чисто спортивные восхождения на вершины начали совершаться в Альпах ещё в начале XIX века. Особенно широкий размах развитие спортивного альпинизма получило в XX веке.

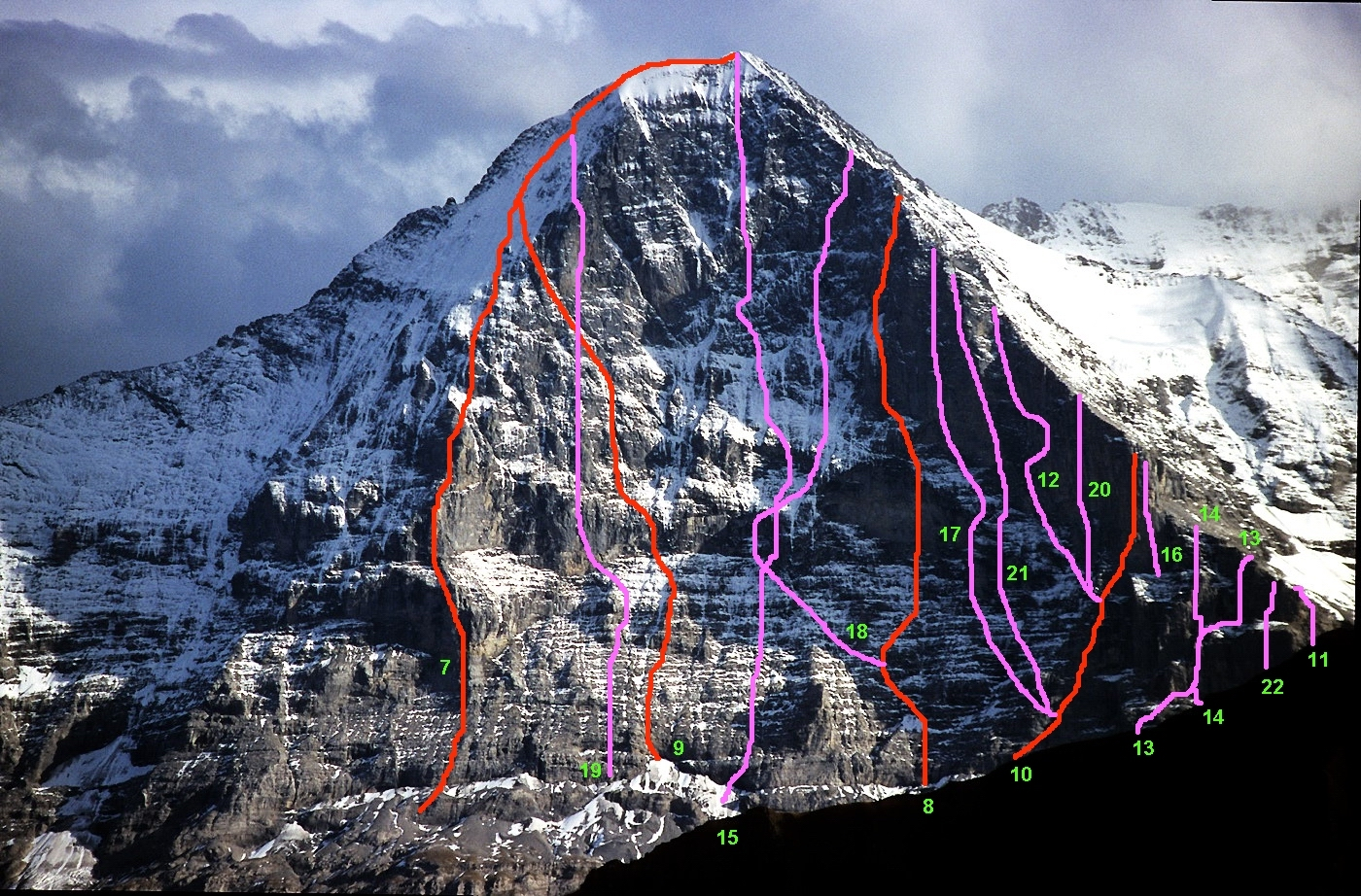
Пройденные маршруты по северной стене Эйгера

К началу XX века все вершины Альп были покорены, и восходители стали искать новые, более сложные маршруты восхождений. Чем сложнее был маршрут, тем более спортивным считалось восхождение. Так постепенно появился, вырос и утвердился «стенной» альпинизм, то есть прохождение маршрутов по отвесным стенам гор.
Сильнейшими альпинистами в этой области были представители альпийских государств: итальянцы, немцы, австрийцы, французы, а также англичане. Во второй половине XX века были пройдены такие стены в Альпах, которые до этого долгое время считались абсолютно неприступными. Это свидетельствовало о том, что спортивный класс альпинистов, безусловно, вырос. Большое значение для роста спортивного мастерства сыграло общее развитие снаряжения и техники преодоления скальных и ледовых участков. Появились более лёгкие и прочные верёвки из синтетических волокон, облегчённые кошки, ледорубы, шлямбуры и закладки, дюралевые лесенки, усовершенствованные кухни, новые продукты, лёгкая, тёплая одежда и обувь — все это существенно повлияло на качественный рост альпинизма.

#### Сложнейшие стенные маршруты в Альпах

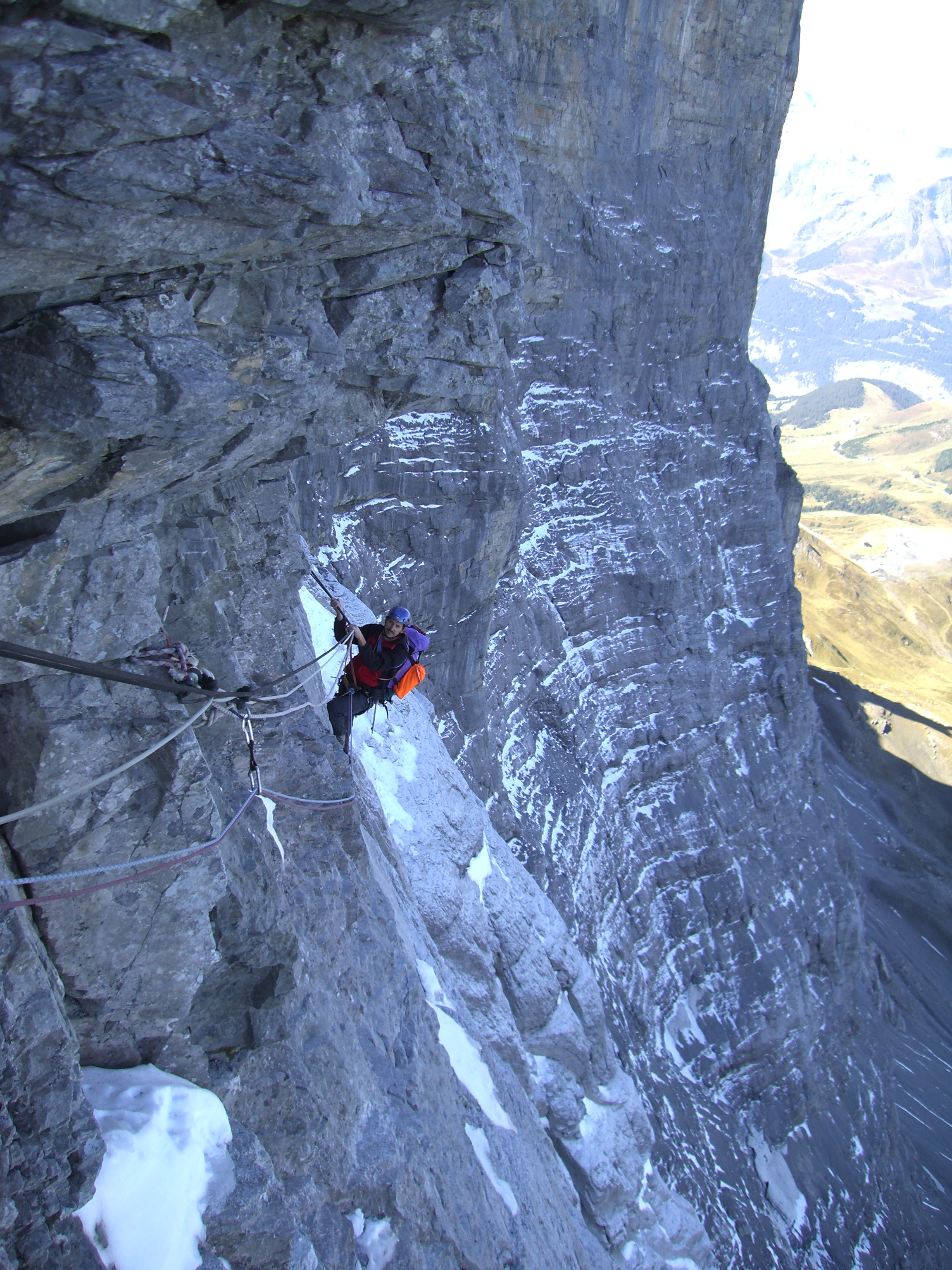
Восхождение по северной стене Эйгера, траверс Хинтерштойсера

1. Северная стена Эйгера. В течение десяти лет с 1928 по 1938 год альпинисты различных стран безуспешно пытались пройти эту труднейшую стену в Альпах[35]. После первопрохождения северной стены Эйгера в 1938 году к настоящему времени по этой стене проложено большое количество маршрутов, пройденных неоднократно. Об одной из попыток восхождения по северной стене Эйгера в 1936 году, закончившейся трагически, немецкими кинематографистами в 2008 году был снят художественный фильм «Северная стена» (нем. Nordwand), основанный на действительных событиях. В настоящее время по северной стене Эйгера проложено много трудных маршрутов[27].
2. Одной из самых популярных альпийских вершин среди альпинистов является Гран-Жорас, расположенная в районе Монблана, в верховьях ущелья Лешо. Северная стена Гран-Жорас в течение длительного периода представляла одну из проблем в Альпах. Лишь в 1938 году итальянские альпинисты Кассин, Эспозито и Тицциони прошли трудный маршрут по монолитной стене, покрытой натёчным льдом[27].
3. Северо-западная стена Пти-Дрю в районе Монблана в течение длительного времени считалась непроходимой. Эта стена заслуженно считается превосходящей по сложности все то, что было сделано ранее в Альпах. Первое прохождение северной стены Пти-Дрю совершили 1 августа 1935 г. Пьер Ален (Pierre Allain) и Раймон Лейнинже (Raymond Leininger). Широко известно среди альпинистов соло восхождение итальянского альпиниста Вальтера Бонатти (Walter Bonatti) по юго-западному ребру, получившему название «ребро Бонатти». Итальянец совершал восхождение с 17 по 22 августа 1955 г. Семь лет спустя, 24-26 июля 1962 г., Гэри Хэмминг (Gary Hemming) и Ройэл Роббинс (Royal Robbins) прошли «American Direct» -самый прямой из пройденных ранее маршрутов по стене Пти-Дрю. Позднее 10-13 августа 1965 г. Ройэлом Роббинсом и Джоном Харлином (John Harlin) была пройдена «Американская диретиссима». Интересный маршрут по Северо-западной стене Пти-Дрю «Up to Madonna» пройден российскими альпинистами А. Клёновым и М. Дэви в 2000 г. В 1995 г. им же в двойке с М. Бруком пройдена стена на Пти-Дрю. В 1998 г. российская двойка М.Дэви и М. Першин прошла «American Direct».. До настоящего времени восхождение по северо-западной стене Пти-Дрю является эталоном высокого спортивного мастерства в альпинизме.

### Восхождения на высочайшие вершины мира

На вершине Джомолунгмы 29 мая 1953 года Тенцинг Норгей, первовосходитель (вместе с Э. Хиллари) на высшую точку Земли. Фото Эдмунда Хиллари

После того как были пройдены все альпийские вершины, взоры восходителей всё чаще стали обращаться на другие горные районы Америки, Африки, Новой Зеландии. Дошла очередь и до Гималаев.
Первые попытки восхождений в Гималаях относятся к началу XIX века. Однако после первых попыток стало ясно, что экспедиция на вершину выше 6000—7000 м ставит перед альпинистами множество новых проблем, связанных прежде всего с высотой, малой освоенностью горных районов, большими масштабами подходов к подножию вершин.
В течение многих лет в Гималаи и Каракорум выезжали различные экспедиции. Англичане, начиная с 1922 года, год за годом упорно штурмовали Эверест (Джомолунгму), немцы — Нанга-Парбат и Канченджангу, итальянцы и американцы — пик К-2 (Чогори) в Каракоруме.
Первый восьмитысячник — Аннапурна, был пройден лишь в 1950 году участниками французской экспедиции Морисом Эрцогом и Луи Лашеналем. После этого в течение пяти лет были покорены ещё шесть высочайших вершин Гималаев и Каракорума, в том числе высшая вершина Земли — Джомолунгма, который более 30 лет отбивал все атаки британских экспедиций. Успеху восхождений на высочайшие вершины наряду с накопленным опытом способствовало совершенствование снаряжения, прежде всего, создание относительно лёгкой и надёжной кислородной аппаратуры. Всё это вместе взятое определило успех послевоенных высотных экспедиций.
По мере развития высотного альпинизма постепенно были пройдены все восьмитысячники. Последней покорённой вершиной высотой свыше восьми тысяч метров была вершина Лхоцзе Средняя в массиве Лхоцзе, на которую впервые взошли российские альпинисты в 2001 году. История восхождений на высочайшие вершины представлена в таблице:
| Вершина                  | Высота | Место расположения | Первое восхождение | Имена первовосходителей | Первое восхождение зимой | Имена первовосходителей зимой                                                                                      | Количество восхождений |
| Джомолунгма (Эверест)    | 8848 м | Непал/Китай        | 29 мая 1953        | Новая Зеландия: Эдмунд Хиллари · Непал: Норгей Тенцинг | 17 февраля 1980          | Польша: Кшиштоф Велицкий, Лешек Цихий                                                                              | 4109                   |
| K2 (Чогори)              | 8611 м | Каракорум          | 31 июля 1954       | Италия: Акилле Компаньони, Лино Лачеделли | 16 января 2021           | Непал: группа непальских альпинистов (10 человек) во главе с Нирмалом Пурджей                                      | 284                    |
| Канченджанга             | 8586 м | Непал/Индия        | 25 мая 1955        | Великобритания: Джордж Бэнд, Джо Браун | 11 января 1986           | Польша: Кшиштоф Велицкий, Ежи Кукучка                                                                              | 209                    |
| Лхоцзе                   | 8516 м | Непал/Китай        | 18 мая 1956        | Швейцария: Фриц Люхзингер (Фриц Лухзингер), Эрнст Райсс | 31 декабря 1988          | Польша: Кшиштоф Велицкий                                                                                           | 221                    |
| Макалу                   | 8485 м | Непал/Китай        | 15 мая 1955        | Франция: Жан Кузи, Лионель Террай | 9 февраля 2009           | Италия: Симоне Моро Казахстан: Денис Урубко                                                                        | 299                    |
| Чо-Ойю                   | 8188 м | Непал/Китай        | 19 октября 1954    | Австрия: Йозеф Йёхлер, Герберт Тихий · Непал: Пасанг Дава Лама | 12 февраля 1985          | Польша: Мацей Бербека), Мацей Павликовский, Ежи Кукучка                                                            | 2668                   |
| Дхаулагири I             | 8167 м | Непал              | 13 мая 1960        | Австрия: Курт Димбергер, Альбин Шельберт · Германия: Петер Динер · Швейцария: Эрнст Форрер · Непал: Наванг Дорчже), Нима Дорчже | 21 января 1985           | Польша: Анджей Чок), Ежи Кукучка                                                                                   | 382                    |
| Манаслу                  | 8163 м | Непал              | 9 мая 1956         | Япония: Тосио Иманиси · Непал: Гьялцен Норбу (Gyalzen Norbu) | 14 января 1984           | Польша: Мацей Бербека), Рышард Гаевский                                                                            | 297                    |
| Нанга-Парбат             | 8126 м | Пакистан           | 3 июля 1953        | Австрия: Герман Буль в одиночку | 26 февраля 2016          | Испания: Алекс Тикон (Alex Txikon), Пакистан: Мухаммад Али «Садпара» (Muhammad Ali «Sadpara»), Италия: Симоне Моро | 304                    |
| Аннапурна I              | 8091 м | Непал              | 3 июня 1950        | Франция: Морис Эрцог, Луи Лашеналь | 3 февраля 1987           | Польша: Ежи Кукучка, Артур Хайзер                                                                                  | 154                    |
| Гашербрум I (Хидден-пик) | 8080 м | Каракорум          | 5 июля 1958        | США: Эндрю Кауфман, Пит Шёнинг | 9 марта 2012             | Польша: Адам Белецки и Януш Голаб                                                                                  | 265                    |
| Броуд-пик                | 8051 м | Каракорум          | 9 июня 1957        | Австрия: Фриц Винтерштеллер, Маркус Шмук, Курт Димбергер, Герман Буль | 5 марта 2013             | Польша:Мацей Бербека, Адам Белецкий, Томаш Ковальский и Артур Малек                                                | 385                    |
| Гашербрум II             | 8034 м | Каракорум          | 8 июля 1956        | Австрия: Фриц Моравец), Йозеф Ларх, Ханс Вилленпарт | 2 февраля 2011 год       | Италия: Симоне Моро Казахстан: Денис Урубко США: Кори Ричар                                                        | 871                    |
| Шишабангма               | 8027 м | Китай              | 2 май 1964         | Китай: Сюй Цзин (Hsu Ching), Чжан Чжуньянь (Chang Chun-yen), Ван Фучжоу (Wang Fuzhou), Чжэнь Сань (Chen San), Чжэн Тяньлян (Cheng Tien-liang), У Цзунъюэ(Wu Tsung-yue), Соднам Дочжи (Sodnam Doji), Мигмар Траши (Migmar Trashi), Дочжи (Doji), Ёнтен (Yonten) | 14 января 2005           | Польша: Пётр Моравский · Италия: Симоне Моро                                                                       | 274                    |

### Восхождения на высочайшие вершины по стенным маршрутам
После восхождений на высочайшие вершины по наиболее лёгкому маршруту началась эра восхождений на высочайшие вершины по трудным, стенным маршрутам. На рубеже XX и XXI веков была сделана попытка выбрать лучшие восхождения столетия. К их числу по мнению некоторых экспертов были отнесены следующие наиболее значительные стенные восхождения на высочайшие вершины:
- Восхождение по южной стене Лхоцзе сборной команды профсоюзов СССР, 1991[33]
- Восхождение на Канченджангу Словенской двойкой Претцель-Шремфель, отмеченное наградой «Золотой ледоруб», 1991
- Восхождение по северной стене Дхаулагири. Российско-британская команда под руководством С. Ефимова, 1993
- Восхождение по восточной стене на вершину Ама-Даблам. Альпинисты из Словении Томаш Хумар и Ваня Фурлан, награда «Золотой ледоруб», 1995
- Восхождение по западной стене Макалу. Российская команда из Екатеринбурга, Награда «Золотой ледоруб», 1997
- Восхождение по северной стене пика Жанну. Российская команда, Награда «Золотой ледоруб», 2004
- Восхождение по северной стене Джомолунгмы. Российская команда, 2004
- Восхождение по западной стене К-2 (Чогори). Российская команда, 2007

Начиная с 1992 года по инициативе французского журнала Montagnes и The Groupe de Haute Montagne (GHM) ежегодно по окончании сезона происходит награждение альпинистов, совершивших лучшие восхождения года. Премия «Золотой ледоруб» является самой престижной наградой в альпинизме.
Начиная с 2009 года была учреждена новая номинация «За достижения всей жизни» и первым в этой номинации золотой ледоруб получил знаменитый итальянский альпинист и путешественник Вальтер Бонатти. В последующие годы этой награды были удостоены Райнхольд Месснер (2010), Даг Скотт (2011), Робер Параго (2012), Курт Димбергер (2013), Джон Роскелли (2014), Крис Бонингтон (2015), .

## Техника альпинизма

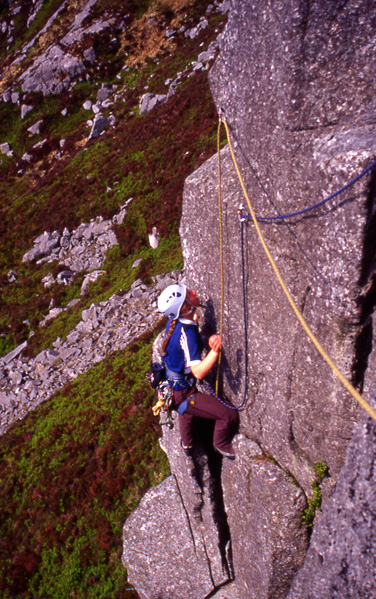
Преодоление скальных стен.

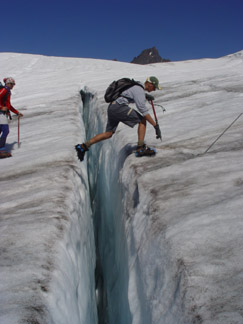
Преодоление ледниковой трещины

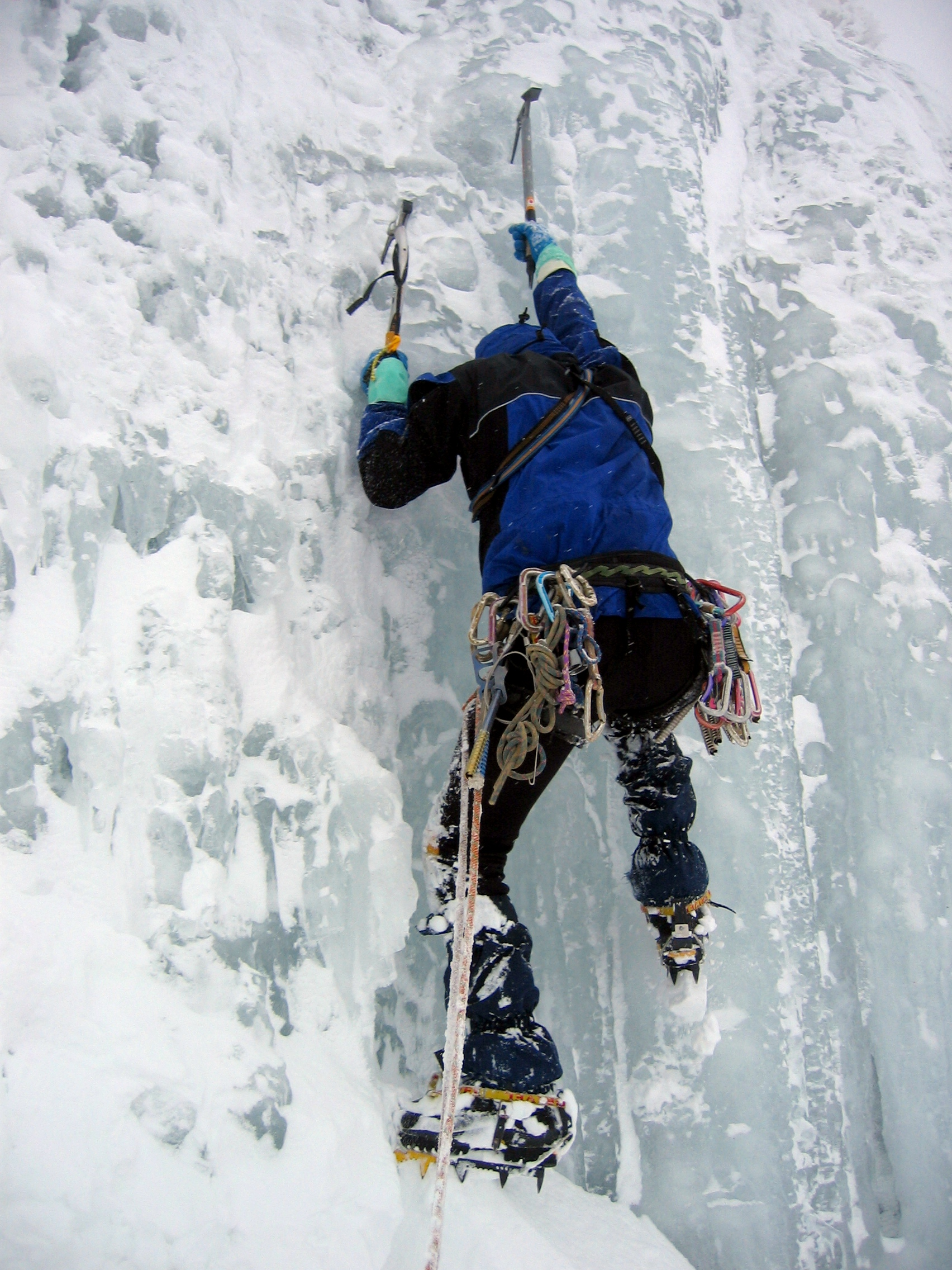
Преодоление крутого льда

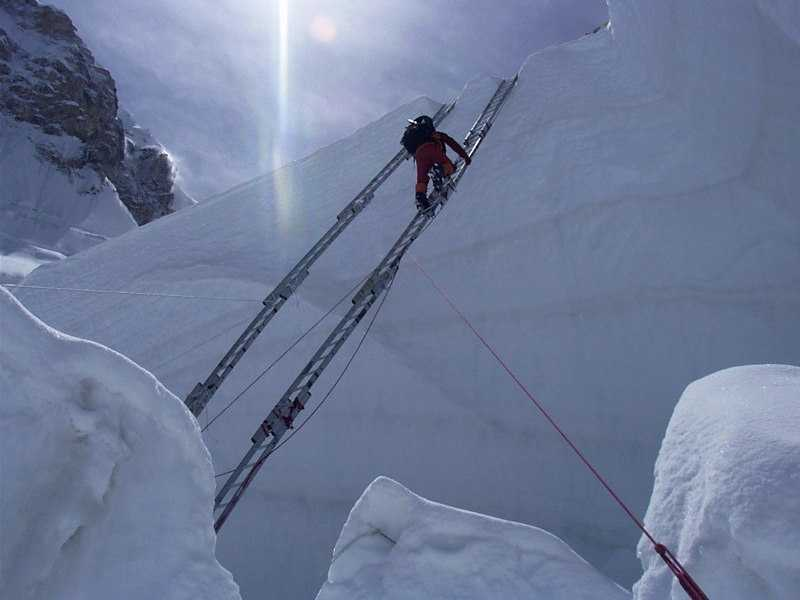
Альпинисты преодолевают ледопад Кхумбу при восхождении на Джомолунгму

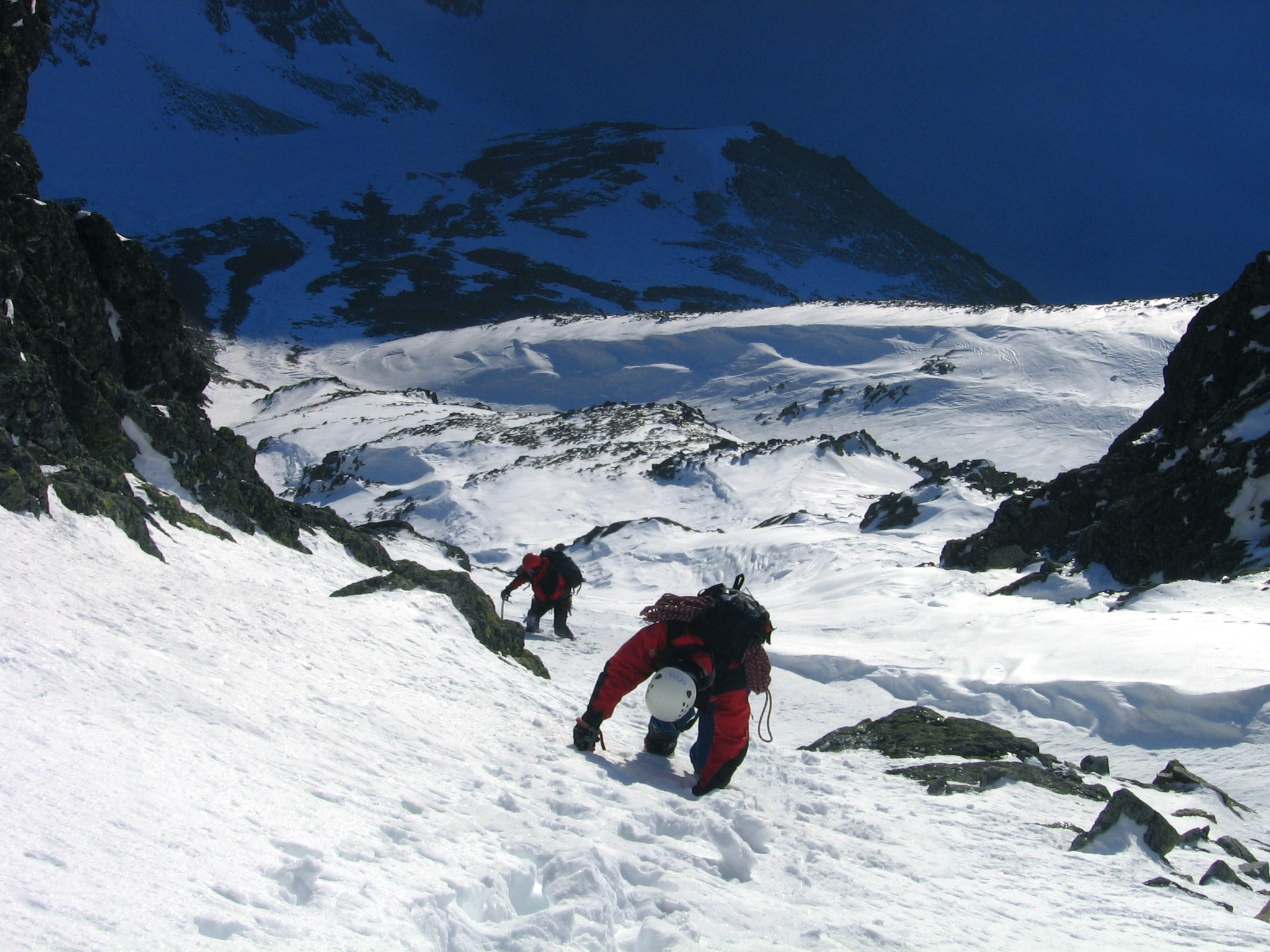
Преодоление крутого снежного склона.

При занятии альпинизмом приходится преодолевать различные природные препятствия: реки, скалы, снег, ледники, ледопады. Их преодоление, как правило, связано с опасностью. За многолетнюю историю альпинизма была выработана специальная техника преодоления опасного горного рельефа.

### Скалы
Техника преодоления скального рельефа зависит от крутизны скал. Как правило, скалы преодолеваются в связках. Скальные стены преодолевают лазанием в связках с попеременной организацией страховки напарника по связке.
Лазание наиболее безопасно в тех случаях, когда лезущий соблюдает правило трёх точек опоры: для двух рук и ноги или обеих ног и руки. В случае потери одной из точек опоры альпинисту легче сохранить равновесие: быстро изменив положение тела и найдя другой захват, восстановить три точки опоры. При лазании с двумя точками опоры в случае потери одной из них почти невозможно сохранить равновесие.
На некрутых скалах возможно одновременное движение участников в связке. В этом случае идущий первым выбирает маршрут движения таким образом, чтобы в случае срыва одного из участников связки другой мог бы удержать его от падения, заложив верёвку за выступы скал. На крутых скалах, где существует опасность падения, организуется страховка с использованием скальных крючьев и закладок. В этом случае идущий в связке первым при подъёме забивает с помощью скального молотка крючья в расщелины, пристёгивает через проушину крюка карабин или оттяжку, а в карабин вщёлкивает верёвку, которая страхует его в случае срыва. Если стена очень крутая, существует опасность перебива верёвки падающим камнем или разрыва верёвки на острых камнях, то первый идёт на двойной верёвке для того, чтобы обеспечить бо́льшую безопасность. В этом случае верёвки вщёлкиваются последовательно одна за другой в карабины, пристёгнутые к разным крючьям или закладкам. На очень сложных крутых участках с нависанием, при преодолении карнизов используются искусственные точки опоры в виде лесенок или верёвочных петель, которые подвешиваются к предварительно забитым крючьям.
Идущий первым в связке поднимается на всю длину верёвки, организует точки страховки для себя и для другого участника в связке. После этого нижний в связке осуществляет подъём с верхней страховкой по пути выбивая крючья, оставленные первым. Собравшись на пункте страховки, организованном первым участником, связка начинает в таком же стиле подъём по новому участку скального маршрута.

### Лёд
При восхождении, особенно в высоких горах, приходится преодолевать ледники, ледопады. В зависимости от состояния ледника, наличия ледовых трещин, крутизны льда используются различные виды ледового снаряжения:
- Альпинистские кошки
- Ледорубы
- Ледовые молотки
- Айс-фифи
- Ледобуры
- Лестницы и лесенки
- Верёвочные перила

При прохождении ледников существует опасность падения в трещину на леднике, поэтому ледники проходят в связке, организуя страховку друг друга. На крутом льду используется техника ледолазания.
При преодолении ледопадов, особенно при многократном их прохождении при восхождении в гималайском стиле используются специальные лестницы.
Особенностью преодоления крутого льда является обязательное использование специальных кошек и ледобуров для организации промежуточных точек страховки. Широкое признание за рубежом получила изобретённая известным советским альпинистом В. М. Абалаковым Абалаковская петля (англ. Abalakov thread), используемая для организации страховки на льду.

### Снег
Техника преодоления снежных склонов зависит от состояния снега.
Для прохождения свежевыпавшего снега применяются снегоступы и лыжи для ски-альпинизма.
При прохождении крутых снежных склонов используют ледоруб для страховки, а также как дополнительную точку опоры при движении в три такта: ледоруб-нога-нога.
Для прохождения утрамбованного ветром и заледеневшего снега, фирна применяются кошки.

### Стиль восхождения
Выделяют альпийский и гималайский стили восхождений. Альпийский стиль — это последовательный подъём на вершину вместе со всем снаряжением. Гималайский стиль отличается предварительной подготовкой маршрута восхождения, провешиванием страховочных верёвок (перил), установкой промежуточных лагерей, доставкой снаряжения и кислорода в эти лагеря, что предполагает многократные подъёмы и спуски из лагеря в лагерь. Гималайский стиль — это своеобразная осада горы, занимающая иногда 2-3 месяца, но именно такая тактика позволила достичь вершин Эвереста и других восьмитысячников.

## Разновидности

### Скалолазание

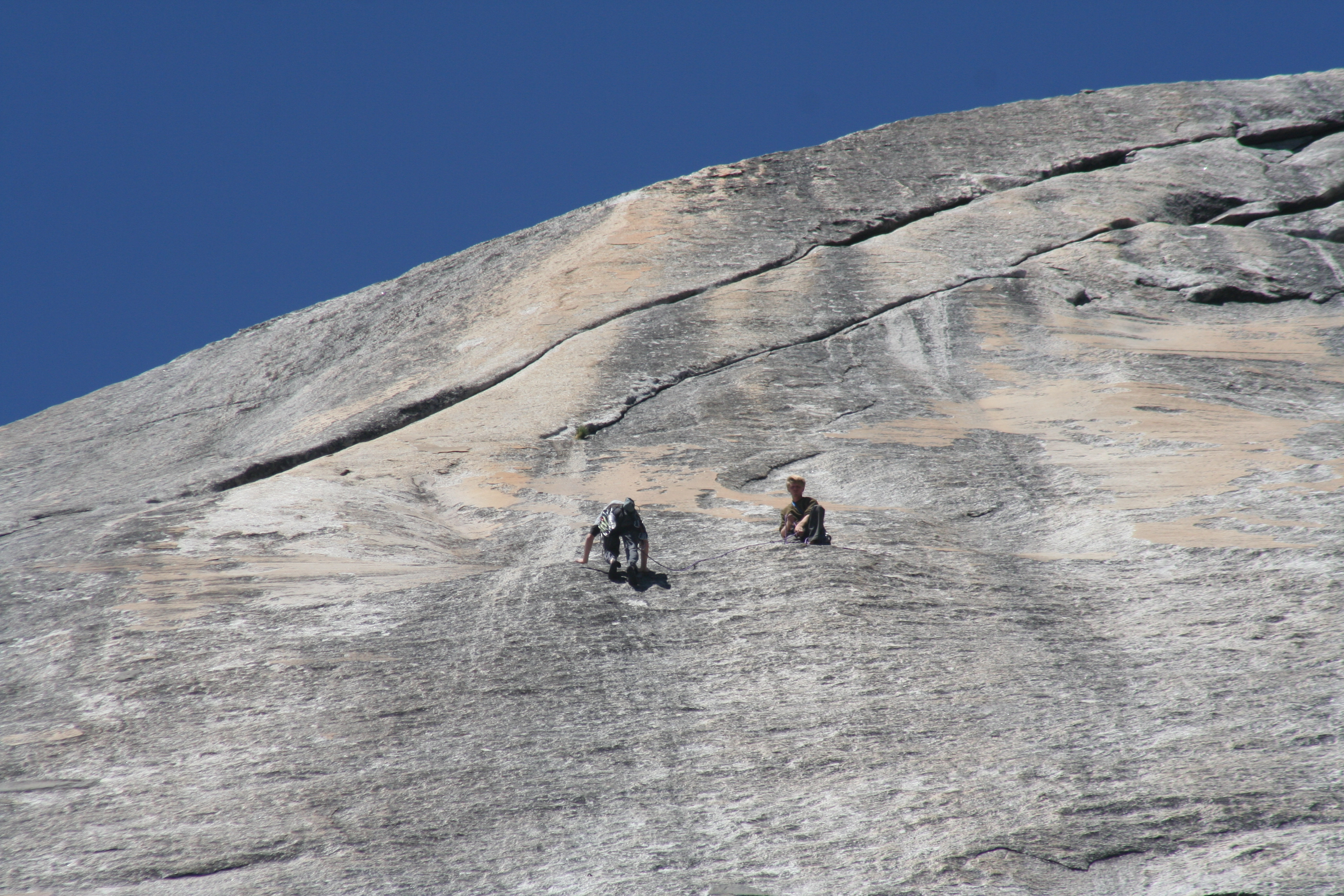
Скалолазы в Йосемитском национальном парке, США

В невысоких горах, где, как правило, нет снега и льда маршрут восхождения на вершины проходит по скалам. Особенностью скальных восхождений являются:
- Относительно небольшая высота над уровнем моря и вследствие этого отсутствие кислородного голодания;
- Более комфортные с точки зрения температуры окружающей среды условия восхождений;
- Отсутствие необходимости брать на восхождение большое количество тёплых вещей;
- Возможность проходить маршрут в лёгкой скальной обуви;
- Как правило, технически сложные участки маршрута требуют для организации надёжной страховки применения широкого арсенала скального снаряжения (верёвки, крючья, закладки, оттяжки, карабины);
- Как правило, менее продолжительное время прохождения скального маршрута (чаще всего без ночёвки).

### Комбинированные скально-снежно-ледовые восхождения

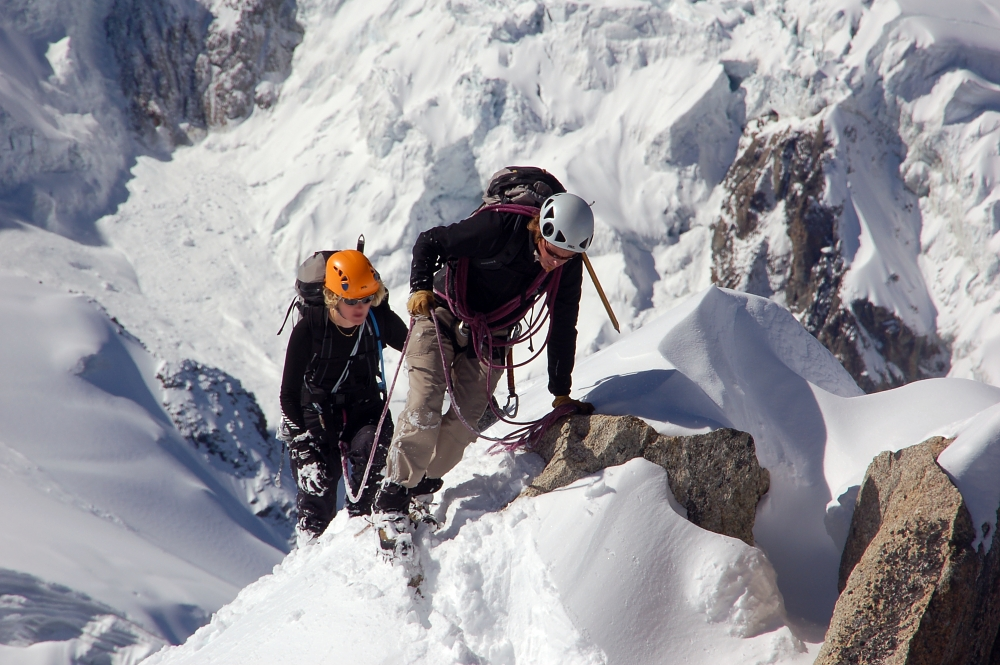
Восхождение на пик Эгюий-дю-Миди, Верхняя Савойя, Франция

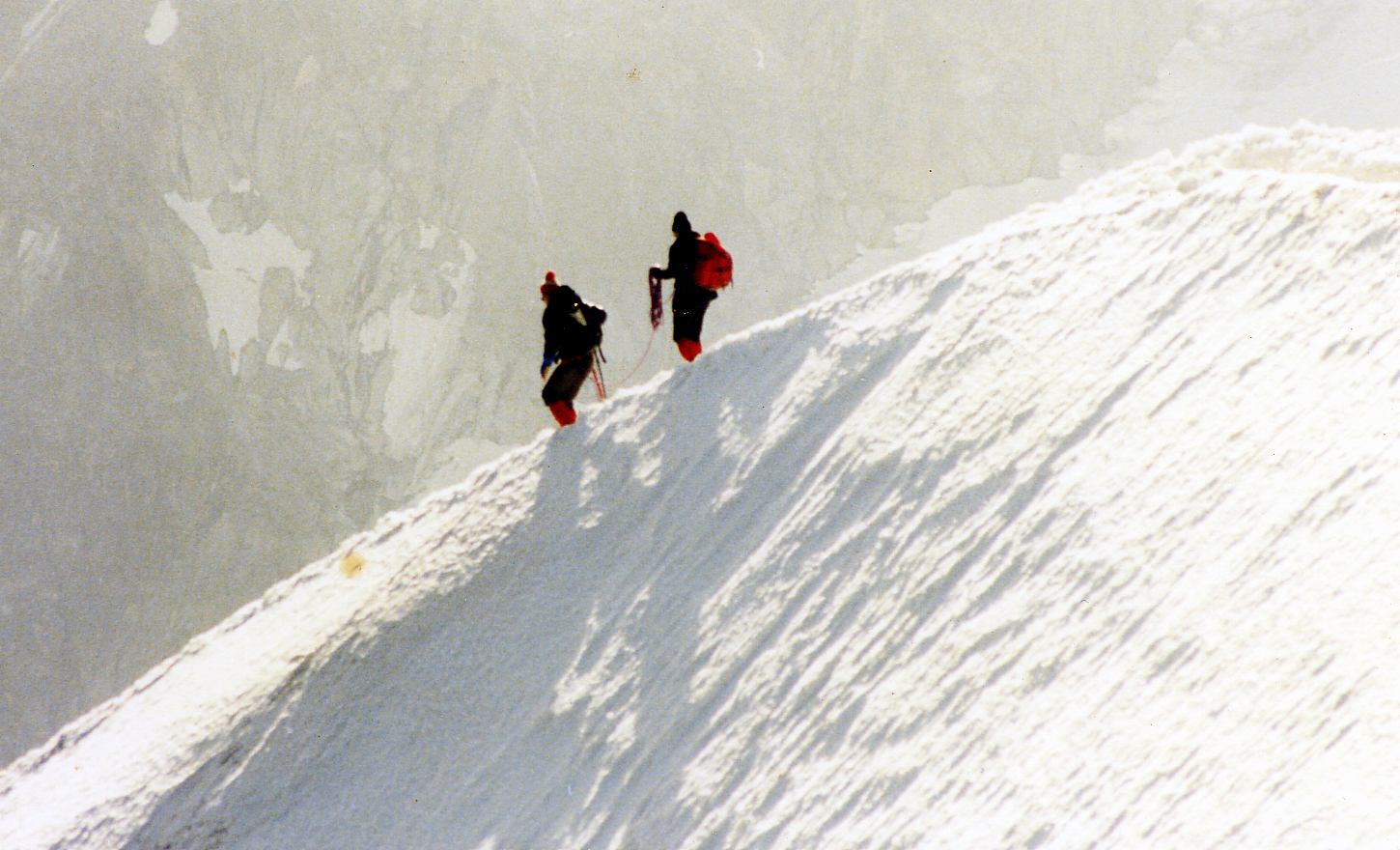
Альпинисты на снежном гребне

Подобные восхождения представляют собой классический альпинизм, зародившийся в Альпах, высота которых не превышает 4810 метров (высота Монблана) над уровнем моря. При восхождении в Альпах и других горных районах (Кавказ, Кордильеры, Южные Альпы, Анды, Памир, Тянь-Шань, Алтай и др.) на вершины высотой до 5000 метров над уровнем моря альпинисты, как правило, не сталкиваются с признаками острого проявления горной болезни. Особенностью данного типа восхождений являются:
- Необходимость применения всего арсенала альпинистской техники: техники передвижения и организации страховки на скалах, снегу и льду;
- Необходимость организации промежуточных лагерей для ночёвки и отдыха, что влечёт за собой необходимость брать бивачное снаряжение;
- Менее быстрый темп движения на маршруте вследствие большего веса рюкзаков из-за необходимости брать большее количество снаряжения (кошки, ледоруб, верёвки, скальные и ледовые крючья, бивачное снаряжение, продукты питания, средства связи и другое).
- При восхождении на вершины высотой более 5000 метров над уровнем моря темп движения замедляется из-за проявлений признаков горной болезни, если участники восхождения не имеют хорошей акклиматизации[63].

### Высотный альпинизм

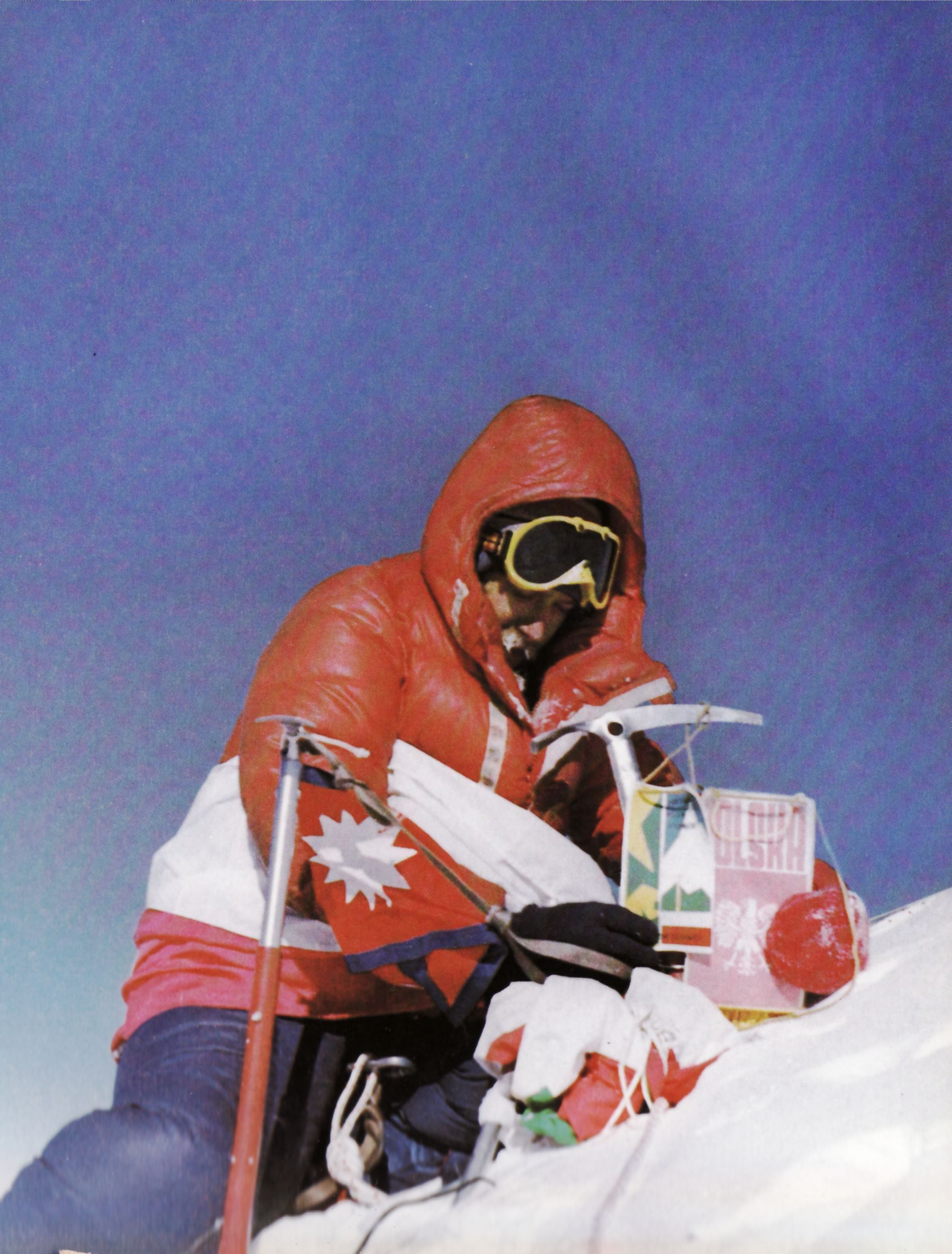
Польский альпинист Анджей Чок на вершине Джомолунгму, май 1980

Под высотным альпинизмом понимаются восхождения на вершины высотой выше 6500 метров над уровнем моря, расположенные в высоких горах: Гималаи, Каракорум, Памир, Тянь-Шань, Анды. При занятии высотным альпинизмом главной трудностью является необходимость максимальной мобилизации жизненных сил для преодоления негативных последствий воздействия на организм высоты, сухого разреженного воздуха, ультрафиолетового излучения, сильного ветра, низких температур. Несмотря на использование при высотных восхождениях на вершины выше 8000 метров над уровнем моря специального кислородного оборудования, длительное нахождение человека на этих высотах невозможно. Эта высотная зона получила название «зона смерти». Для преодоления негативного воздействия высоты и успешного восхождения всегда требуется акклиматизация. Процесс акклиматизации проходит путём постепенного набора высоты с необходимостью спуска на более низкие высоты для отдыха и восстановления сил. Поэтому высотные восхождения занимают гораздо больше времени по сравнению с восхождениями на более низкие высоты; для совершения восхождений в т. н. гималайском стиле организуются экспедиции, которые длятся как минимум 1,5—2 месяца.
В то же время есть альпинисты, штурмующие высочайшие вершины в альпийском стиле — без помощи шерп, предварительной обработки маршрута и установки промежуточных лагерей чужими силами. Как правило, это восхождения соло и без использования дополнительного кислорода. Так как такие восхождения не приносят экономической выгоды высотным шерпам, обслуживающим коммерческие подъёмы, между ними и восходителями-одиночками в горах случаются конфликты. Так, Райнхольд Месснер в своих записках упоминает случай, когда шерпы, работающие на Эвересте, избили немецкого альпиниста Ули Штека.  
Особенностью высотных восхождений в гималайском стиле являются:
- Необходимость предварительной акклиматизации;
- Необходимость использования специальной одежды и обуви для защиты от негативного воздействия внешней среды: сильные ветра, низкие температуры, большое количество снега, льда;
- Использование всего арсенала альпинистского снаряжения и техники альпинизма
- Организация промежуточных лагерей для ночёвки, заброски снаряжения, продуктов питания.
- Как правило, подготовка пути подъёма и спуска: установка верёвочных перил, промежуточных лагерей. Постепенный подъём на вершину со спуском для отдыха, что позволяет акклиматизироваться для решающего штурма вершины[30].

В высотном альпинизме критически важно правильно рассчитывать силы, не выкладываясь полностью на подъёме. Ощущение близости вершины придаёт стимул, в то же время восходители не всегда верно могут оценить расстояние, которое в горах, особенно на большой высоте, весьма обманчиво. Случается, что альпинисты переходят в состояние, когда вершина становится для них финишной лентой. «За долгие годы занятий беговыми лыжами я научился вырабатывать всю оставшуюся энергию на финише. Но в альпинизме это очень опасно, потому что вершина — лишь полпути, и если силы кончатся, придется бороться за жизнь» — писал альпинист Анатолий Букреев.

### Big Wall
Big Wall — класс восхождений, предусматривающих прохождение больших стен протяжённостью километр и более. Данные восхождения отличаются особой сложностью маршрутов.

## Общественное значение

### Прикладное значение альпинизма
Альпинизм имеет важное прикладное значение для различных сторон жизни общества. В процессе своего развития техника альпинизма, выработанные приёмы, методы нашли применение в различных видах человеческой деятельности.

#### Военный альпинизм

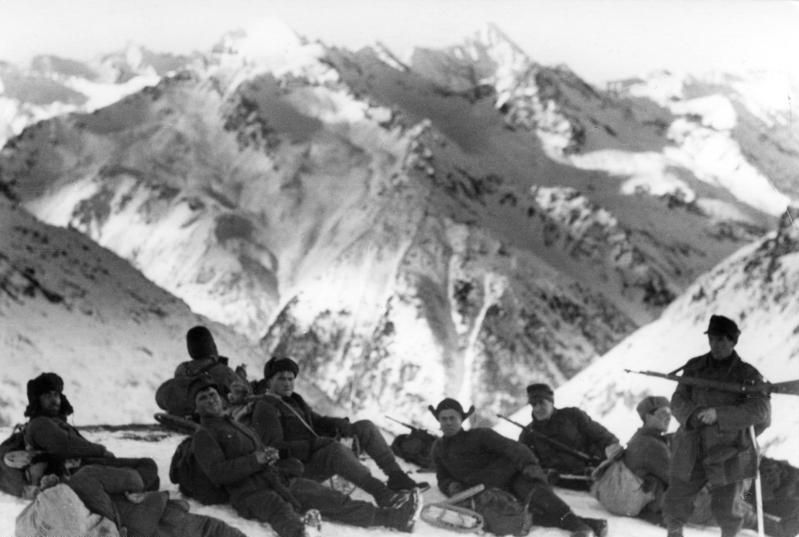
Немецкие горные стрелки в горах Кавказа 22 декабря 1942 года

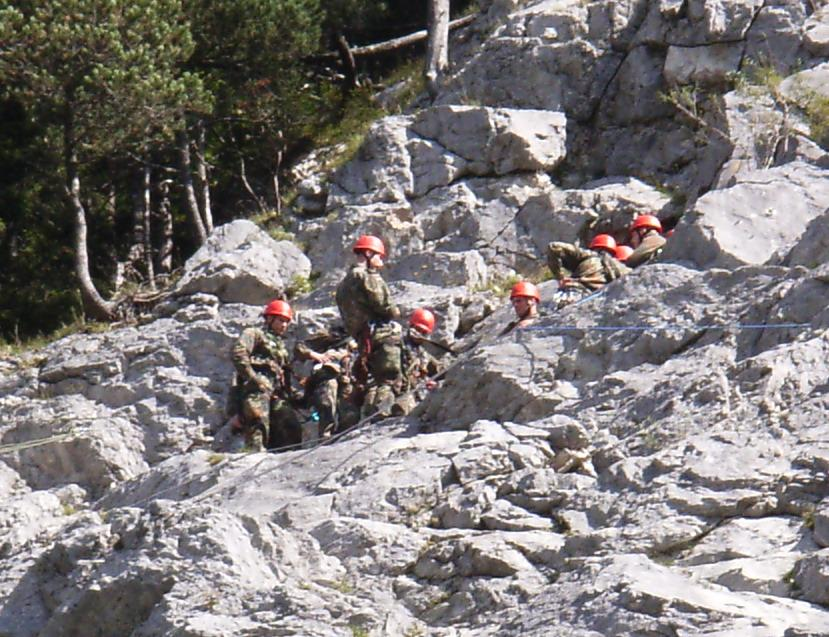
Немецкие горные стрелки во время занятий скалолазанием

Военное значение альпинизма в странах с горным рельефом стало понятным относительно давно. В начале XX века в Австро-Венгрии и Италии появились специальные горнострелковые части.
В Германии первые горные части (горные егеря) были сформированы в Баварии в 1915 году из уроженцев Баварии и Вюртемберга.
Во время Первой мировой войны, летом 1918 года, горные стрелки приняли участие в самом высокогорном сражении — Битве при Сан-Маттео в итальянской области Трентино-Альто-Адидже, на высоте 3 678 метров над уровнем моря.
Перед Второй мировой войной в Германии были сформированы две горнострелковые дивизии. Горнострелковые части были также сформированы в СССР и ряде других стран.
После начала Великой Отечественной войны представители Всесоюзной секции альпинизма обратились в Генеральный штаб с предложением создать специальную альпинистскую группу для обучения горных частей.
Такая группа была сформирована, и альпинисты из неё направлены на Закавказский и Северо-Кавказский фронты, а также в Среднеазиатский военный округ в качестве инструкторов по горной подготовке.
Во второй половине XX века горнострелковые части участвовали в ряде войн: между Индией и Пакистаном (1999, во время которой боевые действия велись на самых больших высотах — до 5400 метров над уровнем моря), в войне СССР в Афганистане, в войне НАТО в Афганистане и ещё нескольких локальных конфликтах.
В настоящее время горнострелковые части существуют в Германии, Италии, США,
России, Франции, Швейцарии и ряде других стран.
Альпинистскую подготовку горнострелковых частей осуществляют опытные горовосходители, обучая солдат и офицеров методам преодоления сложного горного рельефа, технике альпинизма и способам обеспечения безопасности

.

#### Промышленный альпинизм
Промышленный альпинизм, как специальная технология выполнения высотных работ на промышленных и других объектах, при которых работы выполняются с помощью подъёма или спуска по верёвке, или с использованием других альпинистских методов продвижения и страховки, широко начал применяться с 1960-х годов, хотя и до этого были многочисленные случаи применения альпинистской техники для выполнения различных хозяйственных работ.
Например, во время Великой Отечественной войны альпинисты покрывали маскировочными чехлами золочёные шпили и купола Ленинграда, спасая их от артобстрелов и бомбёжки.
Начиная с 1964 года специальность «скалолаз-монтажник» появилась в СССР в списке профессий. Её основателем стал заслуженный мастер спорта СССР И. А. Галустов. При строительстве крупнейших высокогорных ГЭС: Нурекской, Токтогульской, Саяно-Шушенской, Рогунской, Чиркейской спецотряды альпинистов выполняли работы по расчистке и укреплению горных склонов.
В настоящее время промышленный альпинизм прочно вошёл в жизнь, в результате чего в мае 2001 года Минтруд РФ утвердил профессию «промышленный альпинист».

#### Спасательное дело

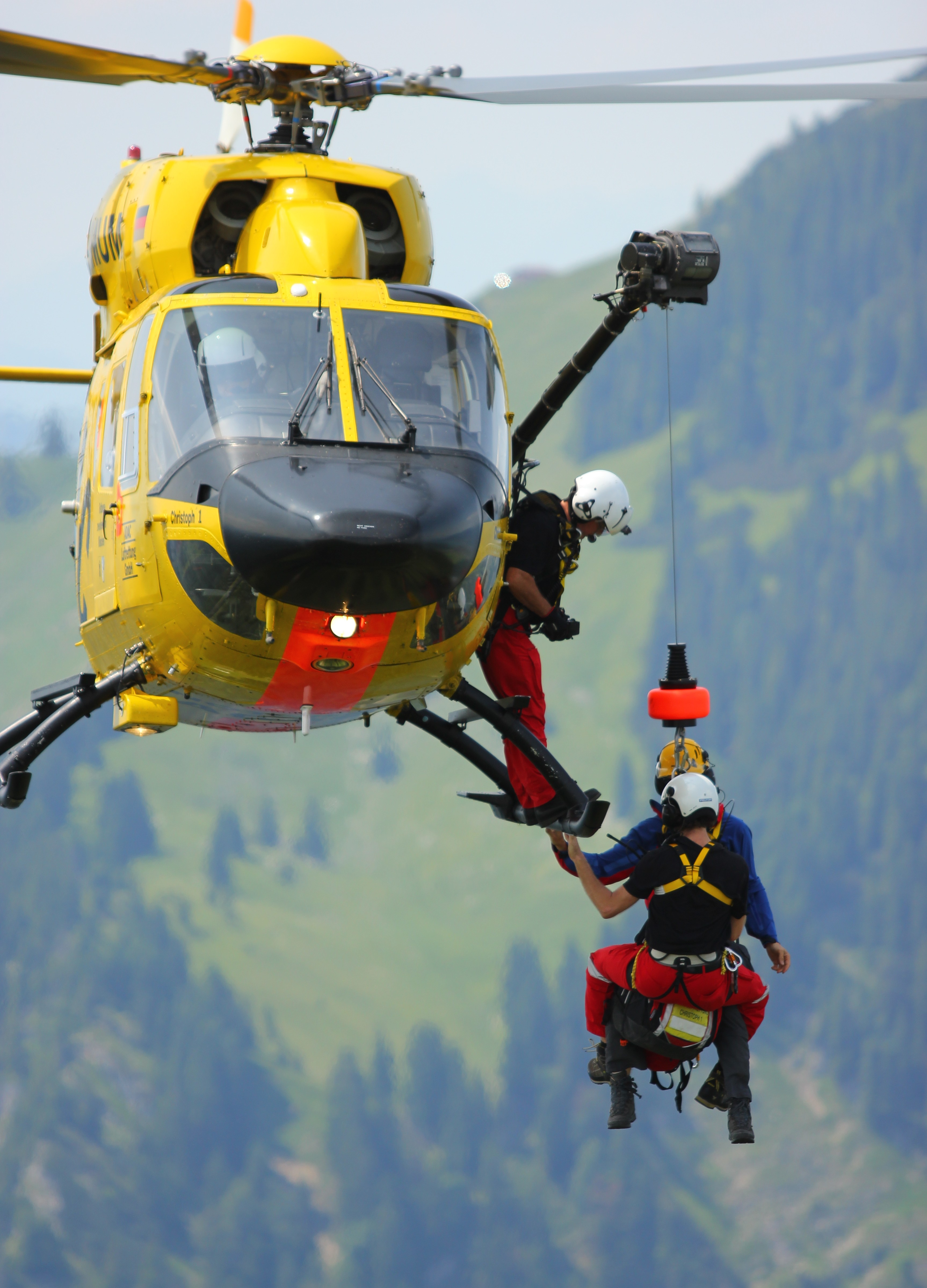
Работа спасателей

Альпинистские навыки, опыт организации безопасности при восхождении в горах оказали значительную помощь в формировании поисково-спасательных отрядов, поисково-спасательных служб.
Во всех горных районах различных стран мира действуют горно-спасательные службы (англ. Mountain rescue), оказывающие помощь попавшим в бедствие, а также обеспечивающие безопасное нахождение людей в горах, как постоянно проживающих, так и временно прибывших на отдых. Данные службы действуют на постоянной основе, их деятельность финансируется, как правило, из бюджетных источников. В Российской Федерации данные службы входят в состав МЧС РФ.
Первые специализированные круглосуточно действующие контрольно-спасательные пункты (КСП) в горных районах появились в СССР в 1958 году. Кроме того, в 1963 году Всесоюзный совет ДСО профсоюзов учреждает жетон «Спасательный отряд», а Федерация альпинизма СССР включает в нормативы для спортсменов первого разряда выполнение требований на получение номерного жетона <Спасательный отряд>. Таким образом практически все альпинисты высших спортивных разрядов являлись спасателями.
Для подготовки профессиональных спасателей в современных условиях проводятся специальные школы, на которых изучаются и отрабатываются, наряду с другими вопросами (оказание первой медицинской помощи), техника организации страховки и транспортировка пострадавшего в условиях различного горного рельефа. По окончании курса теоретической и практической подготовки успешно сдавшим экзамен присваивается звание «спасатель» и вручается номерной жетон «Спасение в горах». Опыт, накопленный альпинистами во время восхождений и спасательных работ в горах, используется при разработке аварийно-спасательного снаряжения для работ на высоте.

### Возникновение и развитие новых видов спорта
В процессе развития альпинизма из него выделились и стали самостоятельными некоторые виды спорта.

#### Спортивное скалолазание

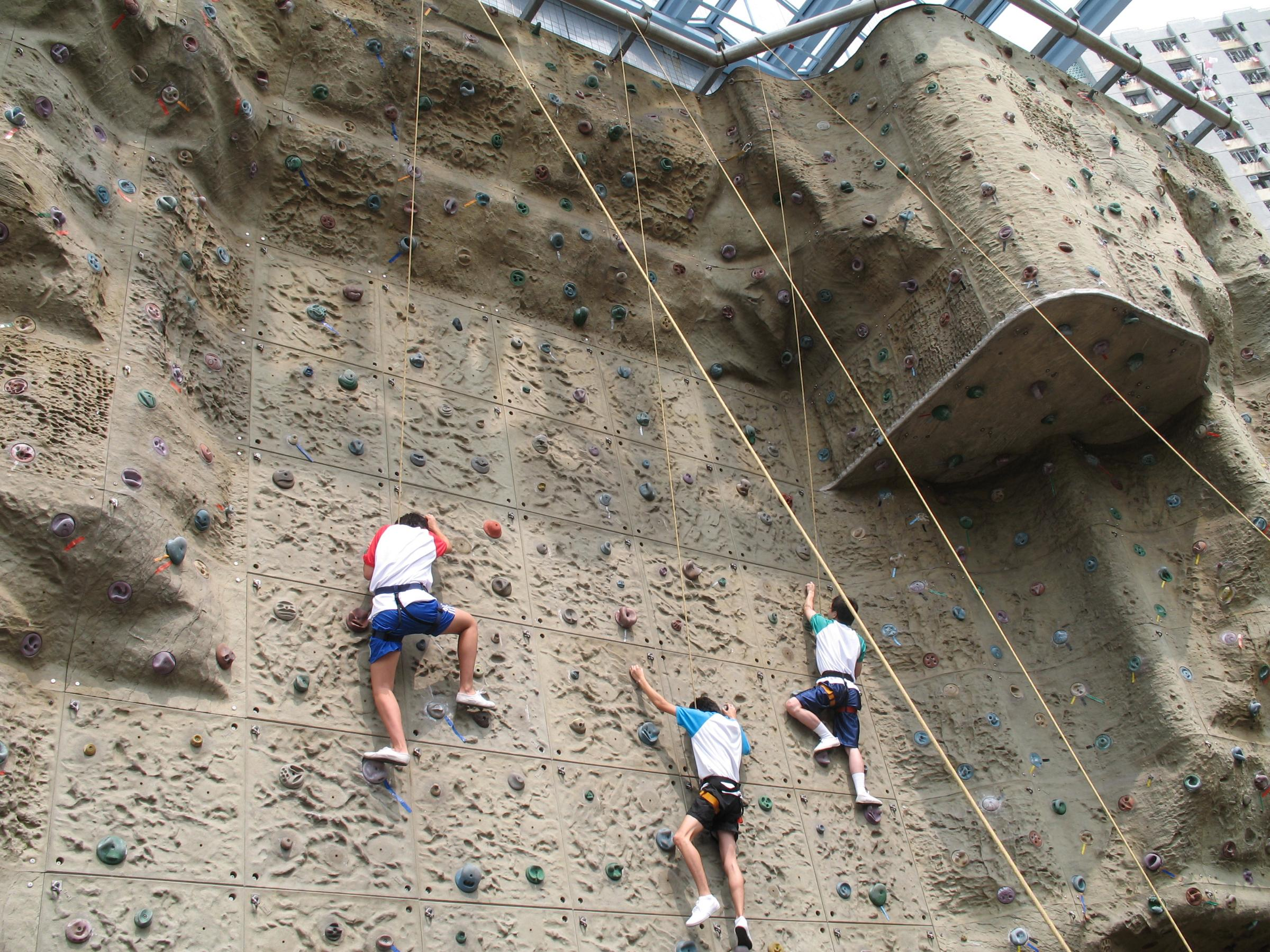
Тренировка по спортивному скалолазанию на скалодроме в Гонконге

Спортивное скалолазание (англ. Sport climbing) как соревновательный альпинизм на скалах появился в СССР в конце 1940-х годов. В процессе своего развития спортивное скалолазание стало самостоятельным видом спорта. Начиная с 1955 года в СССР регулярно проводились всесоюзные соревнования. В 1966 году спортивное скалолазание получило официальное признание: в ЕВСК были введены нормативы и требования для выполнения спортивного разряда по скалолазанию, а в 1969 году — требования для выполнения высших спортивных разрядов КМС и МС.
Благодаря накопленному опыту в СССР и пропаганде в мире скалолазания как вида спорта он получил широкое международное признание как самостоятельный вид спорта. В 2007 году была создана Международная федерация спортивного скалолазания, под эгидой которой регулярно проводятся чемпионаты мира, соревнования на Кубок мира и другие. Начиная с 1990 года все крупные соревнования по спортивному скалолазанию (чемпионаты мира и Европы, Кубок мира и Европы и другие) проводятся на искусственном рельефе.
Ещё в 1972 году во время Мюнхенских Олимпийских игр была проведена дискуссия о введении альпинизма и скалолазания в программу Олимпийских игр. Большинство представителей стран олимпийского движения (42 против 24) высказались за включение спортивного скалолазания в программу Олимпийских игр. В то же время 65 членов МОК высказались против включения альпинизма.
На проходившей в феврале 2010 года в Ванкувере сессии Международный олимпийский комитет признал скалолазание олимпийским видом спорта.

#### Ледолазание

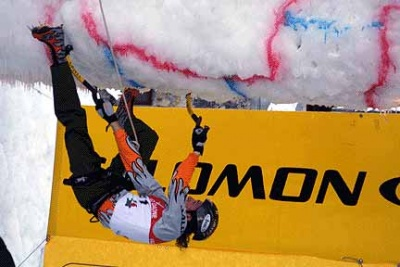
Этап Кубка мира по ледолазанию в Италии, Валь Даоне, 2007. Д. Бычков преодолевает участок трассы, представляющий собой ледовый потолок

Ледолазание (англ. Ice climbing) как соревновательный альпинизм в лазании по ледовым стенам появился в 1980 годы.
В настоящее время выделился в самостоятельный вид спорта, по которому регулярно проводятся чемпионаты мира, многотуровые соревнования на Кубок мира, региональные и национальные первенства.
Международная федерация альпинизма и скалолазания продвигает ледолазание в качестве олимпийского вида спорта.

#### Горный туризм
Горный туризм (англ. mountain tourism) является самостоятельным видом спорта, возникшим на стыке собственно туризма и альпинизма. Чем сложнее маршрут в горном туризме, тем больше общего между этими двумя видами спорта.
В горном туризме используются та же техника, те же виды снаряжения, что и в альпинизме.
Некоторые горные походы по своей технической трудности могут быть вполне приравнены к альпинистским восхождениям. Примером тому может быть очень сложный, не имеющий аналогов поход, совершённый туристами МАИ в 2009 году на Памире, во время которого было пройдено 622 км по высокогорной части Памира с восхождением на высшие вершины: пик Коммунизма (7495 м), пик Ленина (7134 м) и пик Революции (6940 м).

#### Ски-альпинизм

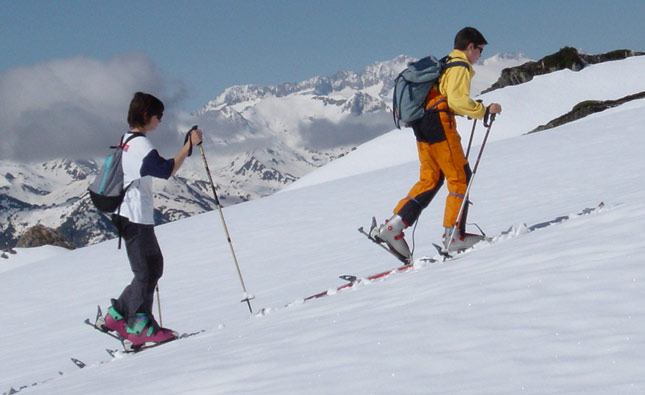
Подъём на лыжах для ски-альпинизма в гору

Ски-альпинизм (англ. ski-alpinism, ski touring) как разновидность альпинизма возник сравнительно недавно на стыке двух видов спорта (альпинизм и горные лыжи), однако получил широкое распространение в горных районах Европы, Америки, Азии, других стран, где есть горы и снег.
В настоящее время ски-альпинизм имеет все необходимые признаки для того, чтобы считаться самостоятельным видом спорта. На постоянной основе проводятся международные (в том числе чемпионаты мира), региональные и национальные соревнования под эгидой Международного совета по ски-альпинизму
.

## Международные соревнования
С 2012 года в странах СНГ начали проводить мировой чемпионат по спортивному альпинизму. В нём принимают участие альпинисты из России, с Украины, из Белоруссии, Казахстана, Болгарии, Испании и других стран. Главным организатором чемпионата выступает Евро-азиатская ассоциация альпинизма и скалолазания.